# Passiflora tenuiloba
Passiflora tenuiloba là một loài thực vật có hoa trong họ Lạc tiên. Loài này được Engelm. mô tả khoa học đầu tiên năm 1850.